# إفير أماريلا
إفير أماريلا (بالإسبانية: Éver Amarilla)‏ هو لاعب كرة قدم ومدرب كرة قدم باراغواياني في مركز الهجوم، ولد في 13 أغسطس 1984 في أسونسيون في باراغواي. لعب مع Club Olimpia (Itá) ‏.

## وصلات خارجية
- إفير أماريلا على موقع قاعدة بيانات كرة القدم.إي يو (الإنجليزية)
- إفير أماريلا على موقع Soccerway.com (الإنجليزية)
- إفير أماريلا على موقع عالم كرة القدم.نت (الإنجليزية)